# Акинтола, Идову
Дэвид Акинтола Идову (англ. David Akintola Idowu; родился 23 июня 2000, Нигерия) — нигерийский футболист

## Карьера

### «Реал Сапфир»
Первым профессиональным клубом игрока стал нигерийский «Реал Сапфир», в котором футболист выступал до 2019 года.

### «Даугавпилс»
В июле 2019 года перешёл в латвийский клуб «Даугавпилс». Дебютировал за клуб 5 августа 2019 года в матче против РФС, выйдя в стартовом составе и проведя весь матч, а также получил жёлтую курточку на 77 минуте матча. В своём третьем матче за клуб 17 августа 2019 года отметился дебютным голом, который нигерийский защитник забил на 80 минуте, против «Спартака», однако сама игра была проиграна со счётом 2:3. С первых же матчей стал ключевым защитником основной команды клуба.
В сезоне 2020 года первый матч начал 15 июня 2020 года с домашнего поражения от «Лиепая». Первый в сезоне голом отметился 25 июня 2020 года в матче против «Тукумса». В матче 7 августа 2020 года против «Метта» отметился голом и результативной передачей. В матче против «Вентспилса» футболист вышел на поле с капитанской повязкой. Провёл за клуб 25 встреч, в которых отличился 3 голами и 1 результативной передачей.
В 2021 году в своём первом матче в сезоне «Спартака» 13 марта 2021 года отличился забитым голом. За время сезона чередовал амплуа центрального защитника и опорного полузащитника. Вышел на поле 21 раз во всех турнирах, где отличился 3 голами.
Сезон 2022 года начал также в роли ключевого игрока основной команды. В первом матче сезона 13 марта 2022 года против «Тукумса» также, как и в прошлом сезоне, отметился голом.